# توتم‌پرستی
توتم‌پرستی نظامی از باورهاست که قائل به نوعی ارتباط معنوی و خویشاوندی بین گروهی از انسان‌ها با یک موجود فیزیکی دیگر (اغلب حیوان و در مواردی گیاه یا شیء) موسوم به توتم می‌شود.

## تعاریف
توتمیسم تکامل خاصی است از رابطهٔ کلی تر میان انسان و گونه‌های طبیعی.
توتمیسم بخشی از یک نظام ساختاری است که نه تنها رابطهٔ انسان‌ها را با یکدیگر بلکه رابطهٔ آدمی را با محیط او نیز سازمان می‌دهد.

## ویژگی‌ها
تصدیق این رابطه ممکن است شکل‌های مختلف به خود بگیرد. غالباً به این صورت‌ها بیان می‌شود:
- دستورهای مربوط به حرمت و احترام، یعنی تابوها مانند منع کشتن یا خوردن هر نوع حیوانی از گونهٔ مورد نظر (و یا دست زدن به هر نوع گیاهی از گونهٔ مورد احترام)
- اعتقادهای خویشاوندی، مبنی بر این که گروه انسانی اخلاف نیای افسانه‌ای توتمی اند، یا این که آنها و اعضای گونه‌های طبیعی با هم برادرند. جلوه‌های دیگر این رابطه عبارتند از: استفاده از توتم به صورت نماد گروهی؛ اعتقاد به این که توتم حامی اعضای گروه‌است. اعتراف به داشتن تعهدی برای انجام «مناسک اضافی» که سبب می‌شود که گونهٔ توتم تکثیر گردد.